# Hermiões

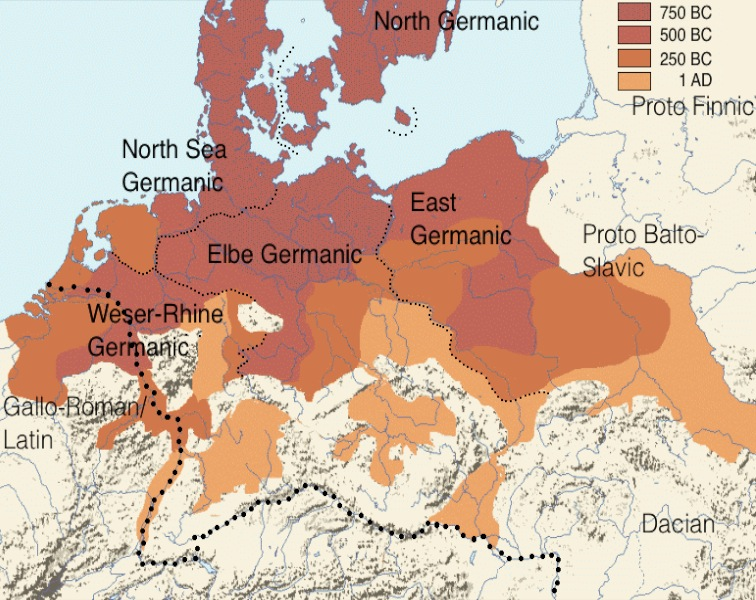
Distribuição dos grupos germânicos principais por volta do ano 1

Os hermiões (em latim: Hermiones) foram um grupo inicial de tribos germânicas que se estabeleceram na bacia do rio Elba e que se expandiram no século I até a Baviera, Suábia e Boêmia. Hermiônico ou germânico do Elba são termos convencionais que agrupam os dialeto originais do germânico ocidental ancestrais ao alto alemão. O nome hermiões vem do livro Germânia (98 AD) de Tácito que os categorizou como uma das tribos de Alamanos. Outras proto-tribos germânicas ocidentais foram os ingevões e os istevões, todas vivendo na "região central" da Germânia, bem como os suevos, os quais incluíam os sêmnones, os quados e os marcomanos.
Pompônio Mela escreve no seu Descrição do Mundo (III.3.31) com relação ao Categate e às águas em volta das ilhas dinamarquesas (veja o Codanus sinus):
Na baía moram os Cimbros e os teutônicos; mais para dentro, as populações mais longínquas da Germânia, os hermiões.
Mela então passa a falar dos Citas.
A "História Natural" de Plínio diz que os hermiões incluem os Suevos, Hermúnduros, catos,
e os queruscos. Em Nênio o nome Mano (veja Mannaz) e seus três filhos aparecem numa forma corrompida, o ancestral dos hermiões aparecendo como Armenon. Seus filhos eram Godo, Valagodo/Balagodo, Cíbido, Burgundo e Longobardo, de onde vem os godos (e ostrogodos, visigodos, godos da Crimeia), valagodos/balagodos, cíbidos, burgúndios e lombardos. Eles podem ter se diferenciado nas tribos alamanos, Hermúnduros, marcomanos, quados, suevos por volta do século I. Por volta desta época os suevos, marcomanos e quados haviam se movido para o sudoeste na área da atual Baviera e Suábia.  No ano 8 a.C., os marcomanos e os quados expulsaram os Boios da Boêmia. 
O termo suevo normalmente abrange todos os grupos que moveram-se para esta região, embora mais tarde (por volta do ano 200) o termo alamanos (significando "todos os homens") tornou-se mais comum para designar-se este grupo. Jǫrmun, o nome em nórdico da Era Viquingue para Irmin, pode ser encontrado em vários lugares no Edda poético como outro nome para Odin. Isto esta de acordo tanto com as circunstâncias históricas dos hermiões com relação à Roma, quanto com a confusão de Viduquindo se Irmin era comparável a Marte ou Hermes, e com as alusões de Snorri Sturluson no início de seu Edda em prosa; que o culto a Odin aparecera primeiro na Germânia e então espalhou-se no norte Ingevônico.